# GreatFire
GreatFire（GreatFire.org）是一家監控中華人民共和國防火長城封鎖狀況的非營利組織，以及幫助中國大陸網路使用者繞過網路審查和封鎖的工具站，合作方有泡泡網民報告、英國廣播公司（BBC）。

## 资金来源
美联社2015年报告称GreatFire从包括自由亚洲电台旗下的开放技术基金会等多个来源获取资金。开放技术基金会2014年为GreatFire提供了114,000美元。

## 项目

### Analyzer
GreatFire網站提供測試系統，称为 ，讓用戶能夠即時測試特定網站或关键字是否遭到防火長城封鎖，并能够提供详细的测试数据报告。这是GreatFire上线后的第一个项目。

### 免翻墙镜像
2013年11月，路透社网站被中国政府屏蔽，GreatFire随即在Amazon S3上建立了其镜像网站，声称无法被屏蔽。2014年11月，GreatFire與BBC合作，讓中國大陸網路用戶能夠連線到被防火長城封鎖的BBC中文網。透過依附的自由技術，GreatFire網站也架設其他相似的鏡像网站，有Google、紐約時報及德國之聲等被封鎖的網站，以及在GitHub上建立連結目錄，普遍使用的內容傳遞網路像是Amazon CloudFront和CloudFlare，讓網路封鎖系統因要花太多資源而放棄封鎖。

### 自由微信
2016年发布，记录了一些由于审查而被删除的微信文章。

### 苹果审查

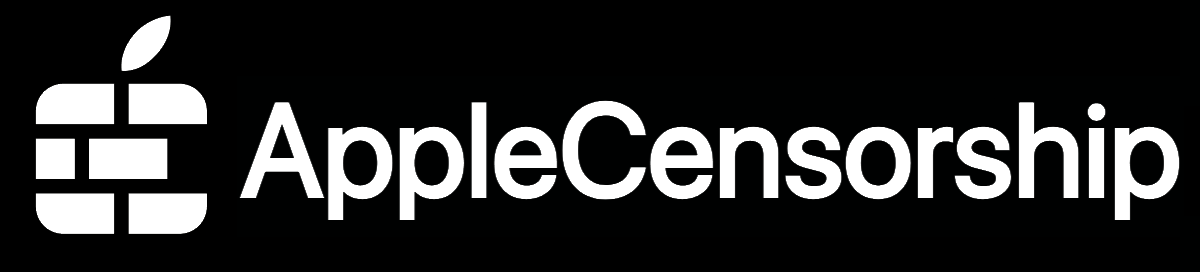
“苹果审查”徽标

2017年苹果公司在中国大陆地区的App Store下架了大量VPN应用，GreatFire自此以来一直关注苹果公司的审查行为，并于2019年2月创建了“苹果审查”（英語：Apple Censorship），一个专注于揭露苹果公司在App Store上进行的审查的网站。通过监控并比较150个国家的App Store搜索结果，其允许用户查看哪些应用程序被封禁，无法被特定国家访问。的项目总监是。

### 应用生成器
2020年8月初，GreatFire针对中国的互联网管控，推出了一款叫做“应用生成器”（英語：AppMaker）的工具，借助“依附的自由”技术，帮助网站被封锁的组织免费创建内置反审查功能的安卓应用程序，使其用户可以自由浏览信息。美國人權基金會是首个使用应用生成器的组织，香港自由新闻也使用它创建并发布在中国可用的应用程序。

### 自由知乎
2021年10月4日发布，记录了一些由于审查而被删除的知乎问题以及回答。

## 评价
2015年1月17日，Outlook.com遭到了中間人攻擊。19日，GreatFire撰文稱懷疑此攻擊是由国家互联网信息办公室（網信辦）發起的；22日，網信辦對此文作出了回應，稱「Greatfire.org是境外反华组织创办的反华网站」。
2016年获得审查指数数字行动主义奖，维基百科创始人吉米·威爾斯代其发表获奖感言。

## 相关事件
2015年3月，GreatFire的镜像站受到大量分散式阻斷服務攻擊，疑似被中國政府的網路攻擊工具“大炮”鎖定，被導入大量的網路流量。
随后，其托管在GitHub的两个项目主页也成为攻击目标。

### 类似组织
- 網絡干擾開放觀測站
- Turkey Blocks

### GreatFire运营的其他项目
- 自由浏览
- 自由微博

### 其他项目主页
- Analyzer
- Blocky
- 自由微信
- 苹果审查
- 应用生成器
- 自由知乎